# اندیس منگنز چاه جنگونا
منگنز چاه جنگونا یک اندیس فلزی است که در حوالی شهر رندان استان سیستان و بلوچستان قرار دارد و مادهٔ معدنی موجود در آن، منگنز است.سنگ میزبان این اندیس کالردملانژ-فلیش است و دیرینگی آن به دوران ائوسن می‌رسد. 